# Macrolophus pygmaeus
Macrolophus pygmaeus, auch Klebsalbei-Weichwanze genannt, ist eine Wanzenart aus der Familie der Weichwanzen (Miridae).

## Merkmale
Die Wanzen werden 3,1 bis 3,9 Millimeter lang. Die Arten der Gattung Macrolophus kann man anhand der dunklen Striche zwischen den ziemlich kleinen Facettenaugen und dem Pronotum erkennen. Die Art sieht Macrolophus rubi sehr ähnlich, unterscheidet sich aber durch das dritte Glied der Fühler, das nur etwa 1,75 Mal so lang ist wie das vierte, statt etwa doppelt so lang wie bei der ähnlichen Art. Der Clavus ist komplett grün und besitzt nie eine dunkle Spitze, die Fühler sind etwas kürzer und auch die Körperlänge der Imagines ist generell etwas kürzer als bei der ähnlichen Art, wobei es hier aber Überschneidungen gibt.

## Vorkommen und Lebensraum
Die Art ist in ganz Europa ohne den hohen Norden, südlich bis Nordafrika und östlich über Kleinasien bis nach Zentralasien verbreitet. Sie ist in Deutschland weit verbreitet und nicht selten. Besiedelt werden feuchte und schattige wie auch sonnige, offene Lebensräume.

## Lebensweise
Die Wanzen ernähren sich zoophytophag. Sie leben in Mitteleuropa an Wald-Ziest (Stachys sylvatica), selten auch an anderen Lippenblütlern (Lamiaceae) wie etwa Klebrigem Salbei (Salvia glutinosa). Die Literatur nennt außerdem möglicherweise fragliche Nachweise an Lungenkräutern (Pulmonaria), Kratzdisteln (Cirsium) und Ringdisteln (Carduus). Sie saugen auch an der in Mitteleuropa nicht heimischen, aber in Gärten angepflanzten, Drüsenblättrigen Kugeldistel (Echinops sphaerocephalus). Die Wanzen saugen zunächst an den Blättern, später überwiegend an den Blütenköpfen der Wirtspflanzen. Die Überwinterung erfolgt als Ei. Die Nymphen schlüpfen bereits früh im Jahr, sodass die Imagines bereits im April und Mai auftreten. Die Nymphen der zweiten Generation kann man im Juni, die adulten Tiere im Juli und August, maximal im September beobachten. Die Generationen überlappen sich teilweise, sodass zwischen April und August sowohl Nymphen und auch Imagines zu finden sind.

## Belege